# 임고군
임고군(臨臯郡)은 지금의 경상북도 영천시의 전신인 통일신라 시기 삽량주의 행정구역이다. 속현으로는 지금의 포항시 죽장면에 위치했던 장진현(長鎭縣), 지금의 영천시 동남부에 있었던 임천현(臨川縣), 지금의 영천시 도동에 소재하였던 도동현(道同縣), 영천시 화산면이 중심이었던 신녕현(新寧縣), 영천시 화북면에 자리잡았던 맹백현(黽白縣)이 있었다.

## 고적
- 골화(骨火)

통일신라 당시 대성군의 혈례(穴禮), 습비부의 나림(奈林)과 더불어 신라의 대사(大祀)를 지냈던 신라삼산(新羅三山) 중의 한 지역. 골화는 골화국(骨火國), 혹은 골벌국(骨伐國)이라는 이름으로 신라 조분 이사금 대에 멸망했던 영천시 일대의 진한 소국이었으며, 영천의 동남부 일대의 임고면에 위치했다고 한다. 이러한 골화의 위치는 현재 영천시 임고면에 위치한 금강산으로 추정된다고 한다.
- 금강산성

나말여초(羅末麗初) 시기 신라가 견훤의 위협을 받고 있었을 때 황보능장이라는 장군이 지금의 영천 금강산에 성을 쌓고 백제의 침입으로부터 백성들을 안심시켰다고 알려진 성이다. 이후 황보능장은 태조왕건이 고려를 세울 때 태조에게 귀부했다.